# (7734) Kaltenegger
(7734) Kaltenegger (provisorischer Name: 1979 MZ6) ist ein Asteroid des inneren Hauptgürtels. Er wurde von Eleanor Helin und Schelte John Bus am Siding-Spring-Observatorium (IAU-Code 413) in der Nähe von Coonabarabran, Australien, am 25. Juni 1979 entdeckt.
Der Asteroid wurde am 22. Januar 2008 nach der österreichischen Astronomin und Astrophysikerin Lisa Kaltenegger (* 1977) benannt, welche sich an der Cornell University und zuvor am Max-Planck-Institut für Astronomie (MPIA) in Heidelberg sowie am Harvard Smithsonian Center for Astrophysics in Boston mit der Entdeckung und Erforschung von Exoplaneten und Supererden beschäftigt.